# Liste von Sakralbauten in Vallendar
Die Liste von Sakralbauten in Vallendar nennt Kirchengebäude und sonstige Sakralbauten in Vallendar, Rheinland-Pfalz.

## Christentum
Als Wallfahrtsort und Sitz der Schönstätter Marienschwestern, sowie der Philosophisch-Theologischen Hochschule der Pallottiner verfügt der Ort Vallendar, Landkreis Mayen-Koblenz, über eine ungewöhnlich große Anzahl von Kirchen.
Die nachfolgende Liste soll zu besseren Übersicht und Unterscheidung der zahlreichen Kirchen dienen, die zum Teil eine stattliche Größe aufweisen.
| Kirche                                                                 | Konfession       | Straße                                 | Äußeres | Inneres | Bemerkungen                                                                                 |
| ---------------------------------------------------------------------- | ---------------- | -------------------------------------- | ------- | ------- | ------------------------------------------------------------------------------------------- |
| St. Marzellinus und St. Petrus                                         | röm.-kath.       | Kirchstraße 25 (Standort)              |         |         | Römisch-katholische Pfarrkirche des Ortes Vallendar; Orgel der Firma Oberlinger 1998 III/52 |
| Heilig Kreuz                                                           | röm.-kath.       | Pfarrer-Sesterhenn-Straße 1 (Standort) |         |         | Filialkirche von St. Marzellinus und St. Petrus                                             |
| Anbetungskirche                                                        | röm.-kath.       | Berg Schönstatt 5 (Standort)           |         |         | Anbetungskirche der Schönstatt-Schwestern; Orgel der Firma Mayer 1978 III/43                |
| Hauskapelle im Anbetungshaus                                           | röm.-kath.       | Berg Schönstatt 5 (Standort)           |         |         | Die Hauskapelle befindet sich in unmittelbarer Nachbarschaft zur Anbetungskirche            |
| Pilgerkirche                                                           | röm.-kath.       | Hillscheider Str. 9 (Standort)         |         |         | 1350 Sitzplätze!                                                                            |
| Hauskirche der Philosophisch- Theologischen Hochschule der Pallottiner | röm.-kath.       | Pallottistraße 3 (Standort)            |         |         | Orgel der Firma Kemper 1964 III/46                                                          |
| Pallottikirche (Haus Wasserburg)                                       | röm.-kath.       | Pallottistraße (Standort)              |         |         | Hybridorgel (Kombination aus Pfeifen- und digitaler Orgel); III Manuale                     |
| Hauskirche der Bildungs- stätte Marienland                             | röm.-kath.       | Berg Schönstatt 9 (Standort)           |         |         | Orgel der Firma Oberlinger 1996 II/15                                                       |
| Hauskirche im Haus Regina                                              | röm.-kath.       | Höhrer Straße 103 (Standort)           |         |         |                                                                                             |
| Hauskirche im Mutterhaus der Schönstätter Marienschwestern             | röm.-kath.       | Berg Schönstatt 1 (Standort)           |         |         | Orgel der Firma Mayer 1977 II/17                                                            |
| Hauskapelle im Haus Marienau                                           | röm.-kath.       | Höhrer Str. 86 (Standort)              |         |         |                                                                                             |
| Hauskirche der Schönstätter Marienschule                               | röm.-kath.       | Höhrer Str. 74 (Standort)              |         |         |                                                                                             |
| Hauskapelle Haus Sonnenau                                              | röm.-kath.       | Hillscheider Str. 7 (Standort)         |         |         |                                                                                             |
| Urheiligtum                                                            | röm.-kath.       | Pallottistraße (Standort)              |         |         | Ehemalige Friedhofskapelle, Urheiligtum der Schönstatt-Bewegung                             |
| Lukaskirche                                                            | ev.              | Weitersburger Weg 8 (Standort)         |         |         | Orgel der Firma Mayer (1960er Jahre)                                                        |
| Evangelisches Gemeindezentrum                                          | ev.              | Jahnstraße 123 (Standort)              |         |         |                                                                                             |
| Hauskirche im Altenheim St. Josef                                      | röm.-kath. / ev. | Beuelsweg 8 (Standort)                 |         |         |                                                                                             |
| Kirche der Marienburg                                                  | ??               | Burgplatz 2 (Standort)                 |         |         |                                                                                             |
| Kirche der Wildburg                                                    | ??               | Wildburgstraße 7 (Standort)            |         |         |                                                                                             |

## Judentum
| Bild | Name                            | Bemerkungen   |
| ---- | ------------------------------- | ------------- |
|      | Synagoge (Vallendar) (Standort) | 1938 zerstört |